# Pavolce, Vrața
Pavolce (în bulgară Паволче) este un sat în comuna Vrața, regiunea Vrața,  Bulgaria. 

## Demografie
Componența etnică a satului Pavolce
     Bulgari (97,12%)
     Nicio identificare (2,87%)
     Altele (0%)
La recensământul din 2011, populația satului Pavolce era de 696 locuitori. Din punct de vedere etnic, majoritatea locuitorilor (97,12%) erau bulgari. Pentru 2,87% din locuitori nu este cunoscută apartenența etnică.